# Polski Komitet Olimpijski

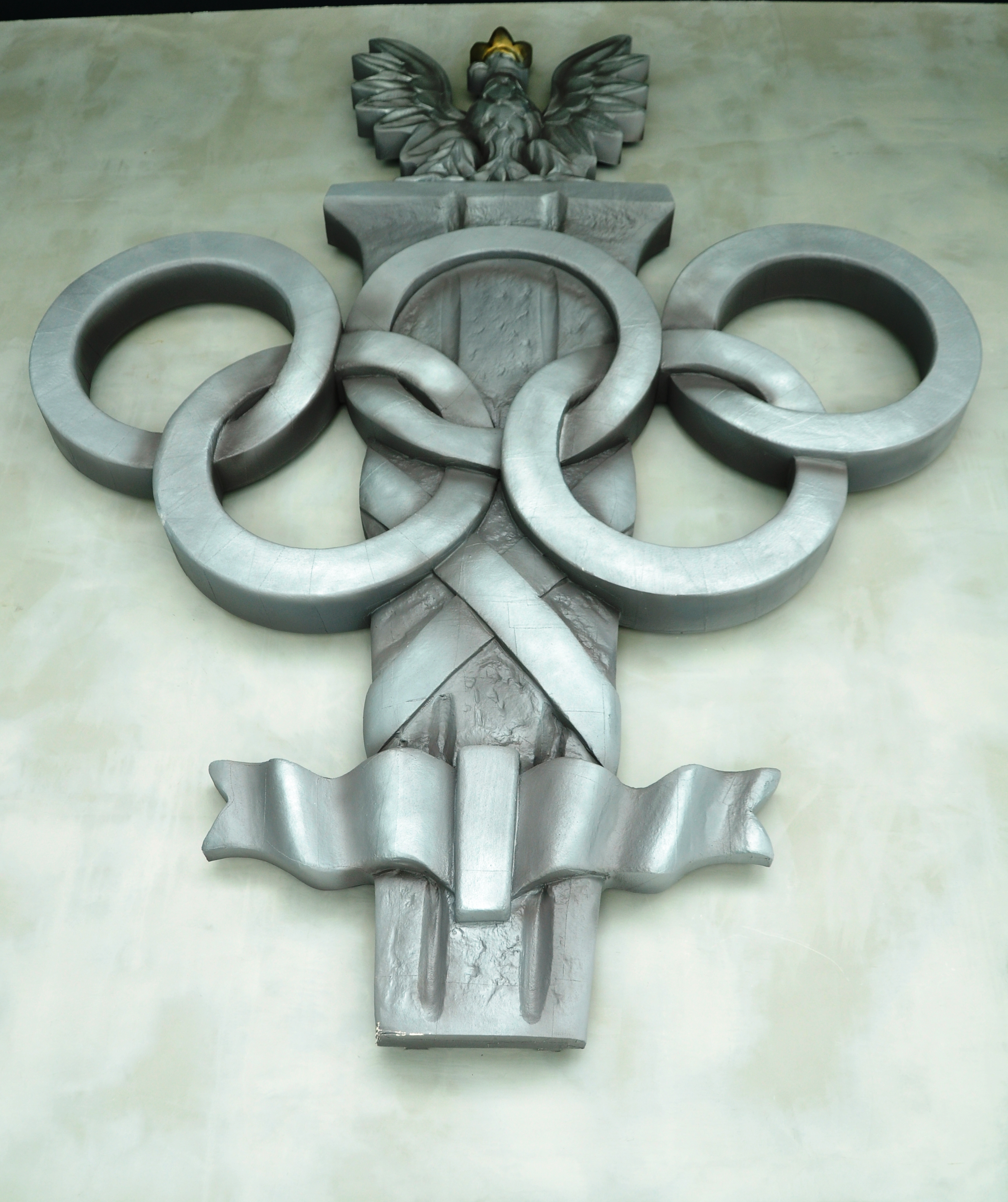
Logo PKOl

Polski Komitet Olimpijski (oficjalny skrót PKOl) – ogólnopolskie stowarzyszenie związków i organizacji sportowych z siedzibą w Warszawie, zajmujące się przede wszystkim organizacją udziału reprezentacji Polski w igrzyskach olimpijskich, a także upowszechnianiem idei olimpijskiej, promocją sportu oraz reprezentowaniem polskiego sportu w organizacjach międzynarodowych, w tym w Międzynarodowym Komitecie Olimpijskim.

## Historia
Polski Komitet Olimpijski został utworzony 12 października 1919 – podczas zjazdu założycielskiego, zorganizowanego w salce konferencyjnej Hotelu Francuskiego w Krakowie przez działaczy turystycznych, lekkoatletycznych oraz narciarskich (ta sama grupa osób dzień wcześniej założyła Polski Związek Lekkiej Atletyki) – jako Komitet Udziału Polski w Igrzyskach Olimpijskich (Polski Komitet Igrzysk Olimpijskich) i do roku 1924 nosił taką nazwę. Prezesem został wybrany książę Stefan Lubomirski, a protektorat objął Naczelnik Państwa Józef Piłsudski. Pierwszym zadaniem Komitetu miała być organizacja startu reprezentacji kraju na Igrzyskach Olimpijskich w Antwerpii w 1920, jednak uniemożliwiła to postępująca wojna polsko-bolszewicka. Debiutanckimi igrzyskami, w których wzięli udział polscy zawodnicy, był zatem Tydzień Sportów Zimowych w Chamonix (8-osobowa ekipa) i Igrzyska w Paryżu w 1924, na których reprezentacja Polski zdobył dwa medale: srebrny w kolarstwie torowym oraz brązowy w jeździectwie. Pierwszy złoty medal zdobyła dla Polski Halina Konopacka w rzucie dyskiem na Igrzyskach Olimpijskich w Amsterdamie w 1928.

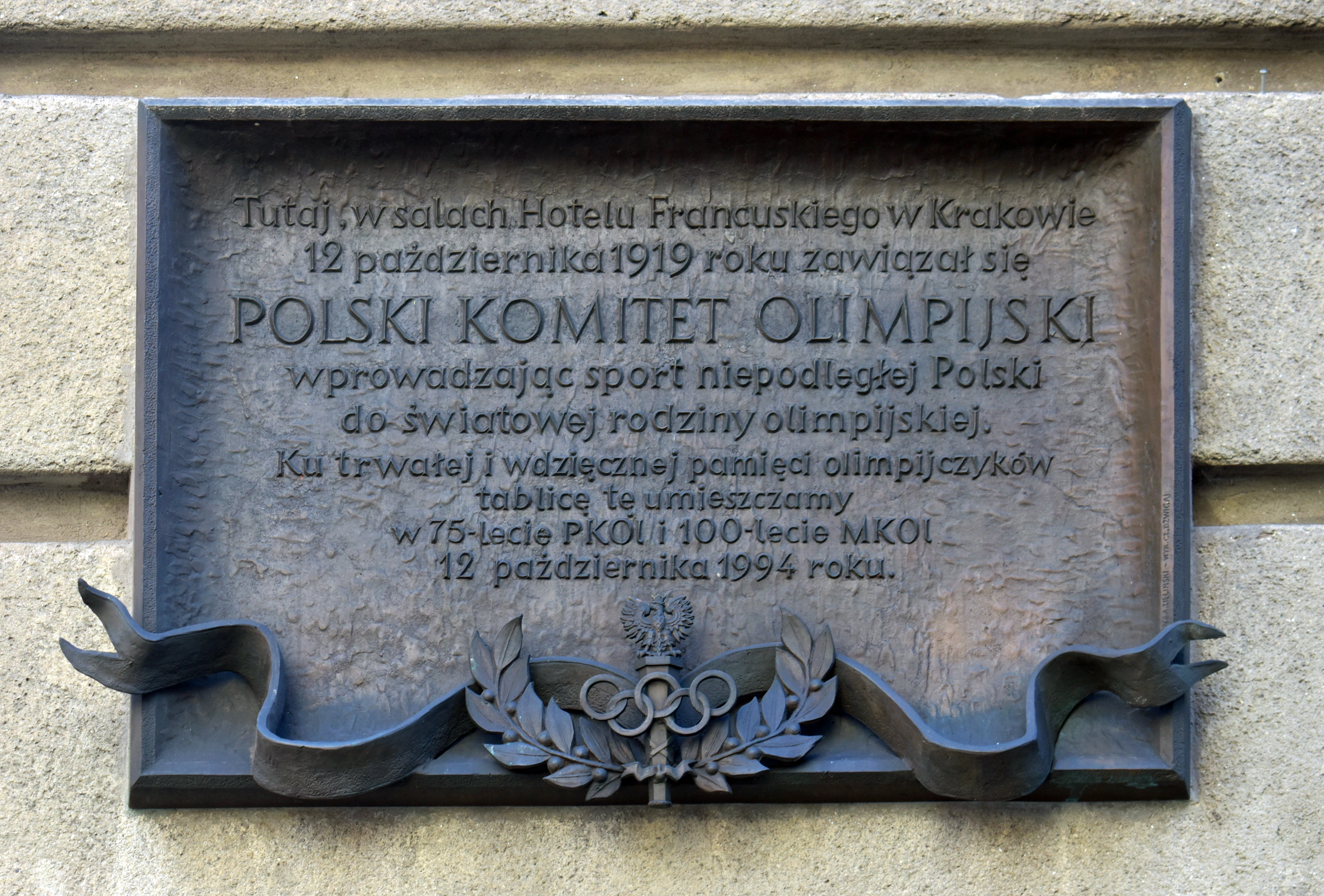
Kraków, Hotel Francuski
Tablica upamiętniająca powstanie PKOl.

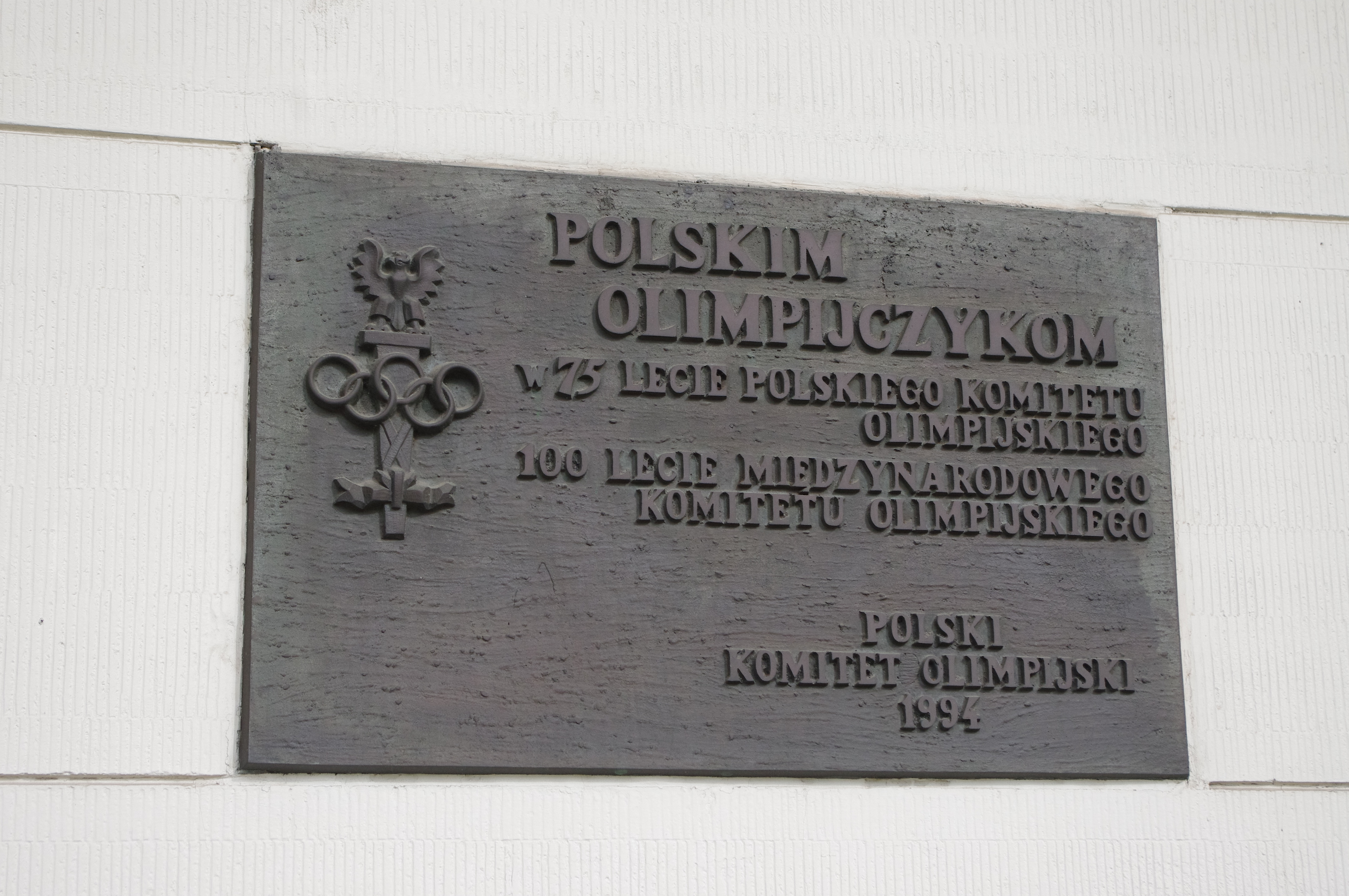
Tablica upamiętniająca PKOl i MKOl na ścianie Bazyliki Najświętszego Serca Jezusowego w Warszawie

27 maja 2004 oddano do użytku budynek Centrum Olimpijskiego, w którym – obok Muzeum Sportu, Centrum Edukacji Olimpijskiej, Polskiej Fundacji Olimpijskiej, Fundacji Centrum Edukacji Olimpijskiej, Klubu Olimpijskiego i Centrum Konferencyjnego – swą nową siedzibę ma PKOl.

## Trybunał Arbitrażowy ds. Sportu
Przy Polskim Komitecie Olimpijskim działa Trybunał Arbitrażowy do Spraw Sportu. Trybunał wydaje orzeczenia w sprawach poddanych jego właściwości. Składa się z 24 arbitrów, których powołuje Zarząd Polskiego Komitetu Olimpijskiego na okres 4-letniej kadencji.
Do Trybunału mogą być także zaskarżone decyzje dyscyplinarne lub regulaminowe właściwych organów polskich związków sportowych, których przedmiotem jest:
1. wykluczenie lub skreślenie zawodnika, sędziego lub działacza sportowego ze związku, klubu lub innej organizacji sportowej;
2. wykluczenie lub skreślenie klubu lub innej organizacji ze związku sportowego;
3. pozbawienie zawodnika lub zespołu sportowego tytułu mistrza kraju albo zdobywcy Pucharu Polski;
4. przeniesienie zespołu sportowego do niższej klasy rozgrywek;
5. zakaz reprezentowania sportu polskiego w zawodach międzynarodowych lub międzynarodowych rozgrywkach pucharowych.

Od orzeczeń Trybunału przysługuje skarga kasacyjna do Sądu Najwyższego w przypadku rażącego naruszenia przepisów prawa lub oczywistej niesłuszności orzeczenia.

## Działalność

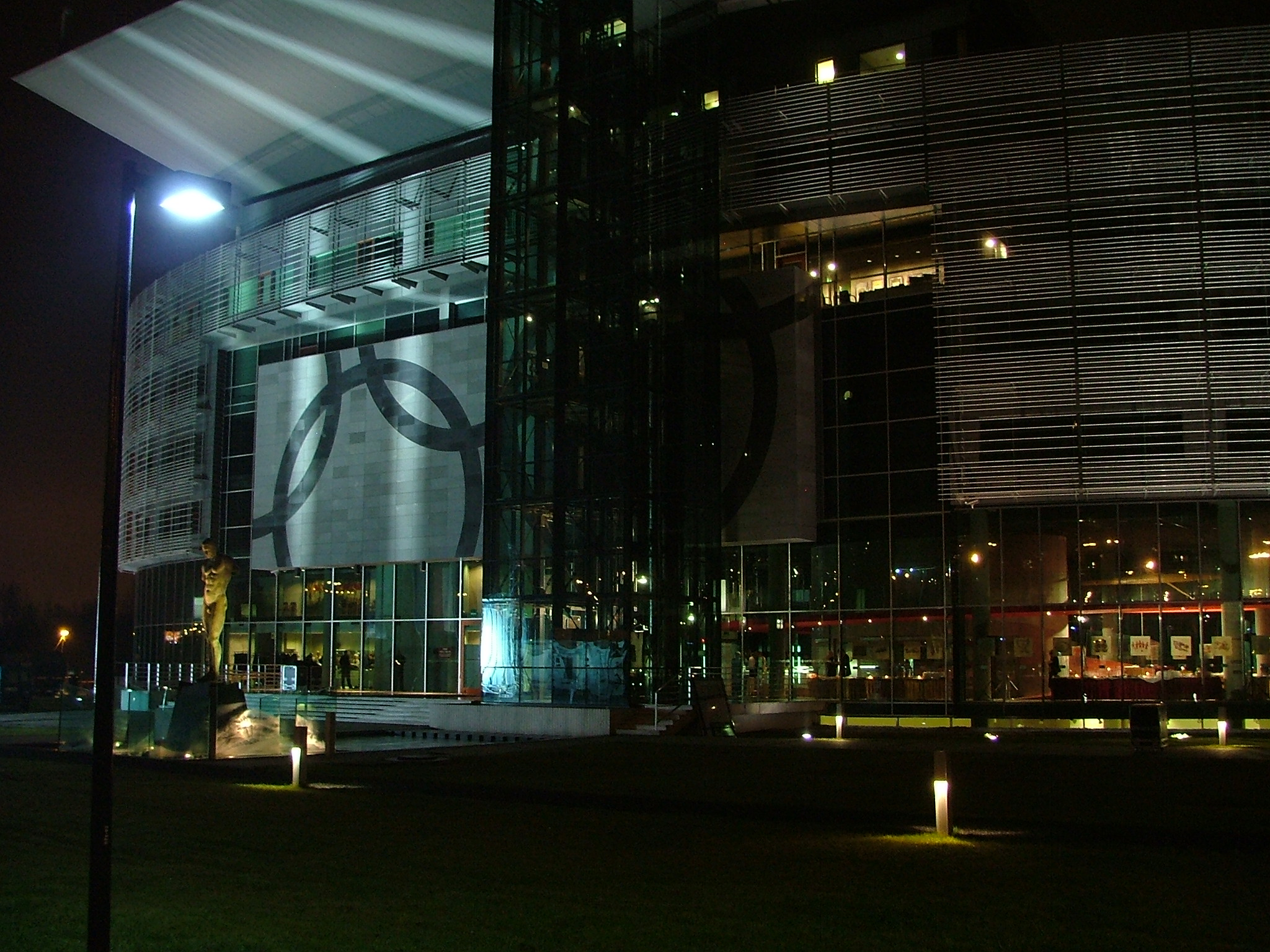
Siedziba Polskiego Komitetu Olimpijskiego w Centrum Olimpijskim w Warszawie

Do 10 kwietnia 2010 prezesem PKOl był Piotr Nurowski (wybrany na tę funkcję podczas zjazdu w lutym 2005, który zastąpił na tym stanowisku Stanisława Stefana Paszczyka, krytykowanego za nieudany start polskiej reprezentacji na Igrzyskach Olimpijskich w Atenach w 2004), dyrektorem generalnym Kajetan Broniewski, a sekretarzem generalnym Adam Krzesiński. Polski Komitet Olimpijski zrzesza polskie związki sportowe poszczególnych dyscyplin oraz inne organizacje sportowe, należą do niego byli i obecni sportowcy oraz działacze i wolontariusze sportowi. Oprócz działalności w zakresie przygotowań olimpijskich Komitet prowadzi również działalność edukacyjną w Centrum Edukacji Olimpijskiej, stanowiącym część Centrum Olimpijskiego.

## Działalność wydawnicza
Polski Komitet Olimpijski poza wieloma publikacjami związanymi z poszczególnymi tematami związanymi z dyscyplinami olimpijskimi, oraz tematami pochodnymi wydaje dwa czasopisma: kwartalnik Magazyn Olimpijski oraz pismo edukacyjne skierowane do dzieci i młodzieży: Olimpionik

## Prezesi[3]
- Stefan Lubomirski (1919–1921)
- Kazimierz Lubomirski (1921–1929)
- Kazimierz Glabisz (1929–1945)
- Alfred Loth (1946–1952)
- Włodzimierz Reczek (1952–1973)
- Bolesław Kapitan (1973–1978)
- Marian Renke (1978–1986)
- Bolesław Kapitan (1986–1988)
- Aleksander Kwaśniewski (1988–1991)
- Andrzej Szalewicz (1991–1997)
- Stanisław Stefan Paszczyk (1997–2005)
- Piotr Nurowski (2005–2010)
- Andrzej Kraśnicki (2010–2023[4])
- Radosław Piesiewicz (od 2023[5])

## Zarząd[6][7][8]
- Prezes: Radosław Piesiewicz
- Członek MKOl: Maja Włoszczowska
- Wiceprezes: Tomasz Chamera
- Wiceprezes: Waldemar Gospodarek
- Wiceprezes: Otylia Jędrzejczak
- Wiceprezes: Marian Kmita
- Wiceprezes: Adam Konopka
- Wiceprezes: Adam Korol
- Wiceprezes: Mieczysław Nowicki
- Wiceprezes: Dariusz Olszewski
- Wiceprezes: Henryk Olszewski
- Wiceprezes: Tomasz Poręba
- Wiceprezes: Andrzej Supron
- Sekretarz Generalny: Marek Pałus
- Skarbnik: Grzegorz Kotowicz